# Agrias oaxacata
Agrias oaxacata är en fjärilsart som beskrevs av Kruck 1931. Agrias oaxacata ingår i släktet Agrias och familjen praktfjärilar. Inga underarter finns listade i Catalogue of Life.